# Хришћанска социјална партија (Аустрија)
Хришћанска социјална партија (  је била аустријска десничарска политичка партија која је деловала од 1893. до 1933. и претходник је савремене Аустријске народне странке (ÖVP).

## Оснивање
Странку је основао Карл Лугер који ју је развио из хришћанског социјалног покрета и хришћанског радничког социјалног клуба. Била је оријентисана ка буржоазији и политичком католицизму. Било је много свештеника у партији, укључујући и аустријског канцелара Игнаца Зајпела. Ово је привукло много гласова међу сеоским становништвом. Због њихове подршке Аустроугарској монархији странка је била популарна и међу племством.
Од 1907. до 1911. била је најјача странка у доњем дому царевинског савета, али је изгубила ту позицију од Социјалдемократске партије Аустрије. Током Првог светског рата, подржавала је владу и њене одлуке, али када се монархија распала 1918. странка се залагала за стварање републике и приступању Аустрије Немачкој.

## Странка током прве републике
Од 1918. до 1920. странка је била у коалицији са социјалдемократском партијом. Међутим, после избора 1920, као најјача партија, ушла је у коалицију са Великонемачком народном партијом и Ландбундом. Сви канцелари Аустрије од 1920, па до Аншлуса су били представници Хришћанско социјалне партије, као и Вилхелм Миклас, председниик Аустрије од 1928. до 1938. Од 1929 странка је покушала да створи савез за Хеимвер покретом. Због нестабилности овог савеза, челници странку су одлучили да реформишу коалицију са великонемачком партијом и Ландбундом.

## Патриотски фронт
У процесу стварања тзв. аустрофашистичке диктатуре, канцелар Хришћанске странке Енгелберт Долфус је придодао Хришћанску социјалну странку Отаџбинском фронту. После Аншлуса, партија је забрањена у марту 1938. и престала је да постоји. После Другог светског рата, странка није поново створена. Велика већина присталица и политичара странке је мислило да је име странке уско повезан са аустрофашизмом, па су основали Аустријску народну странке (ÖVP), која се може сматрати наследником Хришћаанско социјалне партије.

## Важнији чланови
- Валтер Брајски
- Карл Буреш
- Енгелберт Долфус
- Ото Ендер
- Карл Лугер
- Михаел Мајр
- Ханс Пернтер
- Рудолф Рамек
- Рихард Шмиц
- Курт фон Шушниг
- Игнац Зајпел
- Ернст Штерувиц
- Карл Ваугоин